# Картер, Кевин
Кевин Картер (англ. Kevin Carter; 13 сентября 1960 года — 27 июля 1994 года) — фотокорреспондент из ЮАР, лауреат Пулитцеровской премии за художественную фотографию 1994 года. Был членом группы фотографов, называвших себя Bang-Bang Club и работавших в Южной Африке в начале 1990-х годов.

## Стервятник и девочка

Согнувшаяся суданская девочка умирает от голода. Неподалёку находится стервятник, ожидающий добычу.

Широкую известность Картеру принёс сделанный им 25 марта 1993 года в Судане снимок умирающей от голода девочки, поблизости от которой приземлился стервятник, дожидающийся её смерти. За эту фотографию Кевин Картер получил Пулитцеровскую премию. Снимок был куплен газетой The New York Times и шокировал общественность. Сам Картер стал объектом нападок со стороны СМИ, обвинивших его в жестокости и бесчеловечности. Так, газета St. Petersburg Times (Флорида) писала:
«Человек, который настраивает свой объектив лишь для того, чтобы сделать удачный снимок страдающего ребёнка, всё равно что хищник, всего лишь ещё один стервятник».
По воспоминаниям Жуана Силвы, военного фотографа, также бывшего членом клуба «Bang-Bang Club», в ходе той поездки по Судану Картер впервые стал свидетелем массового голода и был сильно шокирован представшими перед ними картинами. Родители сфотографированной девочки в тот момент были заняты разгрузкой самолёта с гуманитарной помощью и ненадолго оставили измождённого ребёнка одного; в это время поблизости от девочки сел стервятник. Чтобы оба, и ребёнок и стервятник, оказались в фокусе, Картер медленно приблизился к девочке, стараясь не спугнуть птицу, и сделал серию снимков с дистанции около 10 метров. После чего он прогнал стервятника.
Двое фотографов из Испании, Хосе Мария Луис Арензана и Луис Давилла, не зная о снимке Картера, сняли в этой местности похожие кадры. По их версии, это не составило особого труда, поскольку стервятники там довольно распространены, а дети настолько измождены голодом, что стоит им перестать двигаться, как их уже не отличить от трупа.
«Так что вы берёте телеобъектив и снимаете ребёнка на фоне стервятника. И хотя в действительности от одного до другого может быть 20 метров, на снимке будет казаться, что стервятник вот-вот начнёт клевать ребёнка».
Оказалось, что девочка на самом деле мальчик по имени Конг Ньонг и о нём позаботились на пункте продовольственной помощи ООН. Конг Ньонг, по словам его семьи, умер в 2007 году.

## Смерть
Через три месяца после получения премии в возрасте 33 лет Картер покончил жизнь самоубийством. 27 июля 1994 года он выехал на своём пикапе на берег реки, где примотал липкой лентой один конец шланга к выхлопной трубе, а другой провёл через боковое стекло в салон и оставил двигатель на ходу. Картер скончался от отравления угарным газом. Отрывок из его предсмертной записки гласит:
«Я подавлен… Телефон отключён… Денег на ренту нет… Денег на детей нет… Платить по счетам нечем… Деньги!!! Меня преследуют яркие воспоминания об убийствах, и трупах, и злобе, и боли… картины голодающих или раненых детей, психов, у которых пальцы на курках чешутся, многие из них это полицейские, или же палачи… Если мне повезёт, я встречу Кена».

## В культуре
В художественном фильме 2010 года «Клуб безбашенных» роль Кевина Картера исполнил Тейлор Китч.